# Anomala rufozonula
Anomala rufozonula är en skalbaggsart som beskrevs av Leon Fairmaire 1887. Anomala rufozonula ingår i släktet Anomala och familjen Rutelidae. Inga underarter finns listade i Catalogue of Life.